# Nyckeln till frihet
Nyckeln till frihet (engelska: The Shawshank Redemption) är en amerikansk dramafilm från 1994 i regi av Frank Darabont. Filmen är baserad på Stephen Kings Vårbedrift (Rita Hayworth and Shawshank Redemption) från 1982. I huvudrollerna ses Tim Robbins, Morgan Freeman och Bob Gunton.

## Handling
Andy Dufresne (Tim Robbins) är en tystlåten och ambitiös man med en lysande karriär som bankman. Hans förhållande med frun är däremot långt ifrån lyckligt. Hon vill skilja sig och har inlett ett förhållande med en annan. När frun och hennes älskare brutalt skjuts ihjäl åtalas Andy och fälls för morden då han inte kan bevisa sin oskuld. Straffet blir två livstider på fängelset Shawshank, ett av de värsta fängelserna i USA. Andy får i början mycket problem i fängelset och blir ofta slagen av ”systrarna”, ett gäng i fängelset. Andy träffar också en ny vän i fängelset som kallas Red (Morgan Freeman) och de blir snart mycket nära vänner.
Andy lyckas få beskydd av fängelsets föreståndare genom att erbjuda sig att hjälpa honom med ekonomin. Han utnyttjar detta till att bland annat hjälpa gamle Brooks (James Whitmore) rusta upp fängelsebiblioteket. Efter ett tag börjar han hjälpa fängelsedirektören Norton (Bob Gunton) med Nortons olagliga affärer, men samtidigt skapar han en ny identitet till sig själv och bulvan som han kan använda om han till slut skulle komma ut ur fängelset.
Senare i filmen kommer en ny fånge som heter Tommy Williams (Gil Bellows), och han blir snart vän med Andy och Red. Från honom får Andy reda på att en fånge på ett annat fängelse har erkänt att det var han som begått morden som Andy sitter inne för. När Andy sedan säger det till Norton lyssnar han inte och sätter istället Andy i en isoleringscell i en hel månad. Senare blir Tommy mördad på Nortons order som får det att se ut som att han försökte fly från fängelset.
Andy berättar för Red om sina planer att åka till byn Zihuatanejo i Mexiko om han någon gång skulle komma ut från fängelset. Red tvivlar på att det är möjligt men lovar Andy att om han kommer ut så ska han gå till ett speciellt träd vid en äng och leta upp ett brev som Andy har gömt där.
Filmen slutar med att Andy lyckas rymma ut fängelset med hjälp av en tunnel han grävt i väggen under sina 19 år i fängelset. Han använder sin nya identitet som han skapade sig innan och tipsar polisen om den olagliga pengatvätten som pågår på Shawshank. När polisen kommer för att häkta fängelsedirektören begår denne självmord för att undvika konsekvenserna.
Red blir senare frisläppt (efter 40 år i fängelset) och hittar ett brev enligt en beskrivning som Andy har lämnat. Red åker därefter till Andy i Mexiko, där de lyckligt återförenas.

## Rollista i urval
| Tim Robbins       | – Andy Dufresne                  |
| Morgan Freeman    | – Ellis Boyd "Red" Redding       |
| Bob Gunton        | – Fängelsedirektör Samuel Norton |
| William Sadler    | – Heywood                        |
| Clancy Brown      | – Vaktkapten Byron Hadley        |
| Gil Bellows       | – Tommy Williams                 |
| James Whitmore    | – Brooks Hatlen                  |
| Mark Rolston      | – Bogs Diamond                   |
| Jeffrey DeMunn    | – Åklagare (1946)                |
| Larry Brandenburg | – Skeet                          |
| Brian Libby       | – Floyd                          |
| Neil Giuntoli     | – Jigger                         |
| David Proval      | – Snooze                         |
| Joseph Ragno      | – Ernie                          |
| Paul McCrane      | – Vakten Trout                   |
| Jude Ciccolella   | – Vakten Mert                    |
| Mack Miles        | – Tyrell                         |
| John Horton       | – Domare (1946)                  |
| Renee Blaine      | – Andy Dufresnes fru             |
| Scott Mann        | – Glenn Quentin                  |
| Bill Bolender     | – Elmo Blatch                    |
| Dion Anderson     | – Vakten Haig                    |

## Om filmen
- Filmen hade svensk premiär den 3 mars 1995 på Biopalatset 1 och Royal 1 i Stockholm.
- Nyckeln till frihet var nominerad till sju stycken Oscars, bland annat för bästa film, men vann ingen.
- Nyckeln till frihet toppar listan över världens bästa filmer på webbplatsen IMDb med ett betyg på 9,3 av 10 (20 juli 2019).[12]

## Tagline
- Rädsla kan hålla en inspärrad. Hopp kan göra en fri (Fear can hold you prisoner. Hope can set you free.)
- Sätt igång att leva eller sätt igång att dö (Get busy living or get busy dying)